# Dějiny Sovětského svazu 1982–1991

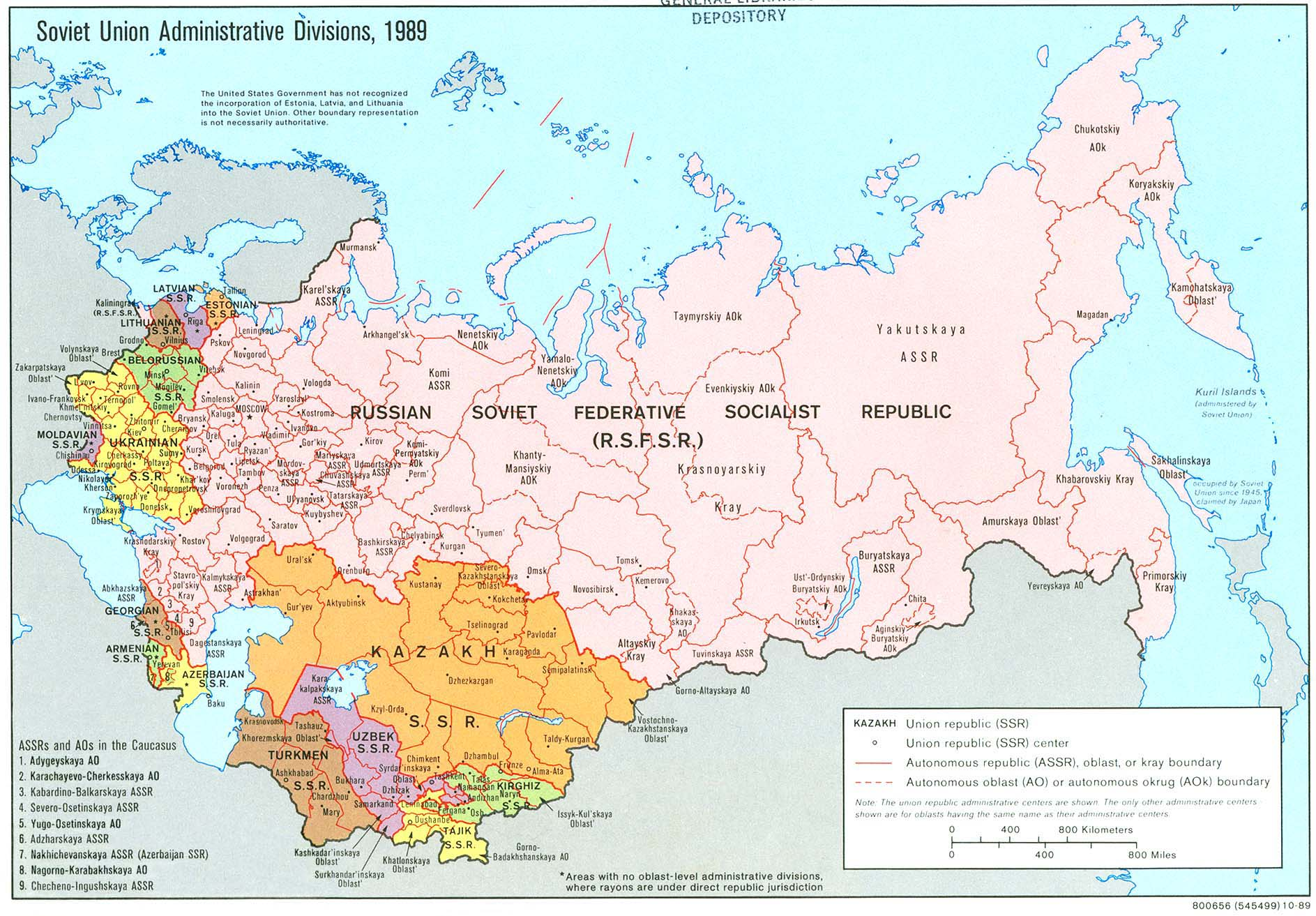
Sovětský svaz v roce 1989

Dějiny Sovětského svazu od roku 1982 do 1991 zahrnují období od Brežnevovy smrti a pohřbu po rozpad Sovětského svazu. Vzhledem k letům budování sovětských ozbrojených sil na úkor domácí rozvoje hospodářský růst stagnoval. Neúspěšné pokusy o reformu, nehybná ekonomika a úspěch Spojených států proti silám Sovětského svazu ve válce v Afghánistánu vedly k celkové nespokojenosti, zejména v pobaltí a východní Evropě.
Větší politické a sociální svobody zřízené posledním sovětským vůdcem, Michailem Gorbačovem, vytvořily atmosféru otevřené kritiky komunistického režimu. Dramatický pokles ceny ropy v letech 1985 a 1986 hluboce ovlivnil akce sovětského vedení.
Předsedu Rady ministrů Nikolaje Tichonov vystřídal Nikolaj Ryžkov a úřadujícího předsedu prezidia Nejvyššího sovětu Vasilije Kuzněcova vystřídal bývalý ministr zahraničních věcí Andrej Gromyko.
Několik republik se začalo bránit centrální kontrole a rostoucí demokratizace vedla k oslabení ústřední vlády. Sovětský svaz se definitivně zhroutil v roce 1991, kdy se moci po neúspěšném puči, který se pokusil svrhnout reformně smýšlejícího Gorbačova, chopil moci Boris Jelcin.